# Thyrocopa spilobathra
Thyrocopa spilobathra là một loài bướm đêm thuộc họ Oecophoridae. Nó là loài đặc hữu của Oahu. It is possibly extinct.
Chiều dài cánh trước là 8–9 mm. Con trưởng thành bay ít nhất vào tháng 7. 